# Hidden Faces
Hidden Faces — седьмой полноформатный альбом голландского коллектива Clan of Xymox, выпущенный в 1997 году на лейбле Tess Records (позднее переименованном в Pandaimonium). Выход этого диска, создававшегося музыкантами в течение трёх лет, отметил начало возвращения к первоначальному готическому звучанию группы. Название Hidden Faces (рус. сокрытые лица) вдохновлено заглавием единственного романа Сальвадора Дали.
Альбом дважды переиздавался: в первый раз — лейблом Pandaimonium Records в 2000 году, вторично — российским лейблом Gravitator Records в 2006 году специально для распространения на территории России.

## Стиль и отзывы критиков
Релиз Hidden Faces ознаменовал отход Clan of Xymox от «мрачной танцевальной музыки» и возвращение коллектива к готик-року и дарквейву. Джейсон Халлингер, рецензент журнала Propaganda Magazine, назвал альбом «действительно превосходным» и способным вернуть группе внимание старых поклонников, а отдельные композиции с него посчитал вдохновлёнными творчеством Dead Can Dance.
Диск высоко оценила известная писательница в жанре хоррор Кэтлин Кирнан, которая в своей рецензии в журнале Carpe Noctrem отметила, что Clan of Xymox «исследуют новую территорию» в музыке, оставаясь при этом узнаваемыми, а тексты песен весьма хороши и являются своего рода «сердцем альбома».

## Список композиций
Тексты и музыка: Ронни Морингс.
1. «Out of the Rain» — 4:08
2. «This World» — 6:38
3. «Going Round '97» — 5:59
4. «The Child In Me» — 4:28
5. «Wailing Wall» — 2:14
6. «It's All a Lie» — 4:20
7. «Sing a Song» — 4:40
8. «Troubled Soul» — 4:31
9. «Special Friends» — 3:41
10. «Piano Piece» — 1:25
11. «Your Vice» — 4:37
12. «November» — 3:39
13. «The Story Ends» — 4:47

## Участники записи
- Ронни Морингс — вокал, гитара, клавишные, программирование
- Мойка Зугна — бас-гитара, бэк-вокал
- Роб Вонк — гитара
- Нина Симич — клавишные